# よしもとクリエイティブ・エージェンシー広島事務所
吉本興業広島事務所（よしもとこうぎょうひろしまじむしょ）は、日本の芸能プロダクション吉本興業の広島市に置く事務所。2003年事務所開設。2007年9月30日まで吉本興業広島事務所であったが、同年10月1日に吉本興業（旧法人）の持株会社化に伴い新設子会社（よしもとクリエイティブ・エージェンシー広島事務所）に移行、2019年6月に吉本興業（旧法人）の社名変更（吉本興業ホールディングス）に伴い、吉本興業広島事務所に名称変更。
略称は広島吉本（ひろしまよしもと）、または、よしもと広島、広島よしもととも呼ばれている。
広島市中区紙屋町2丁目にあるエディオン広島本店8F よしもと紙屋町劇場を活動の拠点にしていたが、2017年に建て替えのため閉鎖された。その後は広島市中区のゲバントホールにて公演していた。2019年にエディオン広島本店がリニューアルオープンし、9階に新しく作られた「エディオン紙屋町ホール」を現在は拠点としている。
タカアンドトシを出した札幌吉本や博多華丸・大吉、パンクブーブーを出した福岡吉本と比べると全国区の芸人を出しておらず地味な存在であったが、2018年に所属芸人のメンバーが『歌ネタ王決定戦』決勝に進出し優勝を果たした。地方吉本在籍中の賞レースチャンピオンは史上初である。

## 所属タレント
- まつはましん
- フロントライン（石原誠、古島拓大）
- やまか
- あらきあきゆき
- メンバー（山口提樹、潮圭太)
- 藩飛礼（竜児、松本貴明)
- ひろるん
- わあ
- ゴニオメーター（村上正幸、西庄巧）

## 過去に在籍していた芸人
- ハラジン
- かなん
- 中岡将司→フリーとして広島で活動中
- ハンガリアン → まるがめくん（2018年4月に香川県丸亀市人力車芸人に就任し改名）
- 森田の大冒険
- 松崎 → 引退
- 野人男児
- ボールボーイ佐竹

東京へ移籍
- ランス39号
- ユウト
- WANTED（山本憲吾、﨑中翔太）

解散
- ジェンカ（西崎友美、岡田直子） 岡田はピン芸人として吉本新喜劇に
- 軍鶏（山本将輝、松下直矢）
- ブロッサム（土生智子、吉長美鈴） 2006年3月解散、土生は東京NSC→ホットモンタージュ3世→有閑マダム、吉長はピンに
- 優駿（大木ゆう作、荒木彰之）　2009年解散、2人ともピンに
- あかぼし☆こぼし（小法師秀暁、赤星亨） 広島→東京に移籍→2011年解散
- インド象（SKIPJACK、中村和孝）　2012年2月解散、2人ともピンに
- メインディッシュ（竜児、キムテツ） 2012年5月解散、竜児はピンを経て松本と藩飛礼を結成、キムテツはピンに
- 桜梅桃李（森田洋輔、松本貴明） 2012年6月解散、森田は改名（森田の大冒険）しピンに、松本は竜児と藩飛礼を結成
- チャージスロー（松崎有李、田邊麗奈） 2014年解散、松崎はピンに
- ボールボーイ（横山貴規、佐竹佑一） 2016年3月解散、佐竹はピンに
- フリータイム（松浜心、塩谷正蔵） 2017年3月解散、松浜はピンに。塩谷は2018年8月10日からカレー屋「nico curry」経営者。
- シンプソンズ（橋本将、生田渉）大阪移籍を経て2011年解散
- クレメンス（りょーま、福山遼平） 2021年12月解散、退所、りょーまはしピンに（フリー）

## 所属タレント出演番組

### テレビ
- イマナマ!（中国放送）
- スナックコットン（広島ホームテレビ）

放送終了
- デジ生!バなな調査団（テレビ新広島）
- ぶらぴ（RCCテレビ）
- Local★STAR ひらめっ娘学園（テレビ新広島、2007年3月16日終了）
- 夜型人間（テレビ新広島、2010年3月19日終了）
- アォーン!（RCCテレビ・毎週金曜）
- 広島よしもと基町劇場（RCCテレビ・月1回）
- コントで安心お役に立ちま～す（RCCテレビ・毎週月曜）
- ぐるぐるスクール（広島テレビ）
- テレビ派 コーナー「広島麺道」（広島テレビ）
- 誕生ハザマ!フット思いついたモノできんのかい!?（2019年5月24日、テレビ新広島）
- ひろしま満点ママ!!（テレビ新広島）
- ぶちぶちシソンヌ（広島ホームテレビ）
- ココ!ブランニュー（広島ホームテレビ）

### 配信
- ぽるぽるLIVE「広島よしもと おしゃべりシャレオ!」（2019年4月13日 - 、シャレオ中央広場から生配信）毎週土曜

配信終了
- ぽるぽるLIVE『ひろしま地下LIVE ぶちアゲ↑7↓ダウン』（2018年3月 - 2019年3月 毎週水曜、シャレオ中央広場から生配信）

### ラジオ
- 週末おでかけステーション2（FMちゅーピー）
- 広島すまいるパフェ（FMちゅーピー）
- 藩飛礼のとまらんトーク（FMふくやま77.7MHz）
- ひろしま コイらじ（NHK広島放送局ラジオ第1）

放送終了
- フロントラインのお笑いカンムリわし（RCCラジオ）
- 前頭のぶちかましRADIO（RCCラジオ）
- Morning Beat（エフエムななみ）
- フロントラインのVoice Jack（エフエムななみ）
- SWEETSルーム（RCCラジオ）
- 秘密の音園（RCCラジオ）
- 広島よしもと フリータイムの自由なラジオ（RCCラジオ）
- はっぴーのラッキーサタデー（FMちゅーピー）
- バッキー守岡のウィークえんじゃ～（RCCラジオ）

その他
- Monday Bookmark（BSSラジオ、2012年9月3日 - 12月31日） - ユウトの東京への移籍に伴い降板。

### 舞台
- 広島よしもとブチLIVE

### 過去の舞台
- よしもと紙屋町劇場
- よしもと PLEASURE LIVE
- よしもと D-D.LIVE
- よしもとにぎわい劇場
- お笑い!よしもとゲバント劇場